# Hanger Lane (métro de Londres)
Hanger Lane est une station de la Central line du métro de Londres, en zone 3. Elle est située à Hanger Hill (en) dans le borough londonien d'Ealing.

## Situation sur le réseau
La station se trouve sur la Central line entre les stations North Acton et Perivale. Elle est en zone 3.

## Histoire
La station, dénommée Hanger Lanedu nom de la voie routière, est mise en service le 30 juin 1947 lors du prolongement de la ligne centrale.

## Services aux voyageurs

### Accès et accueil
La station est située sur Hanger Lane à Hanger Hill . Elle est située au milieu d'un giratoire automobile ou se croisent deux importantes voies de circulation : l'A40 (Western Avenue) et l'A406 (North Circular Road). Les piétons doivent utiliser les passages souterrains pour accéder à la station.

### Desserte

Installations
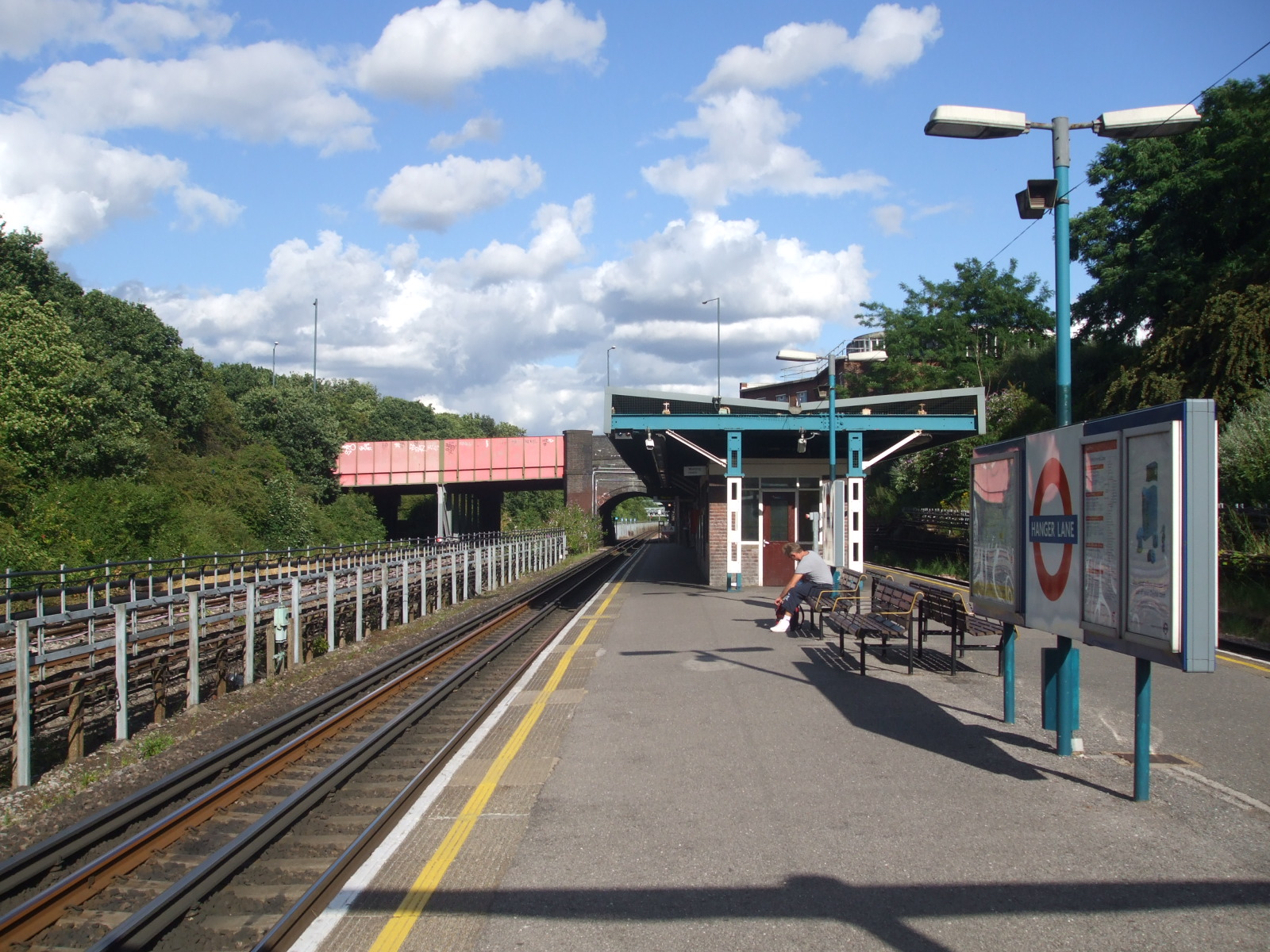
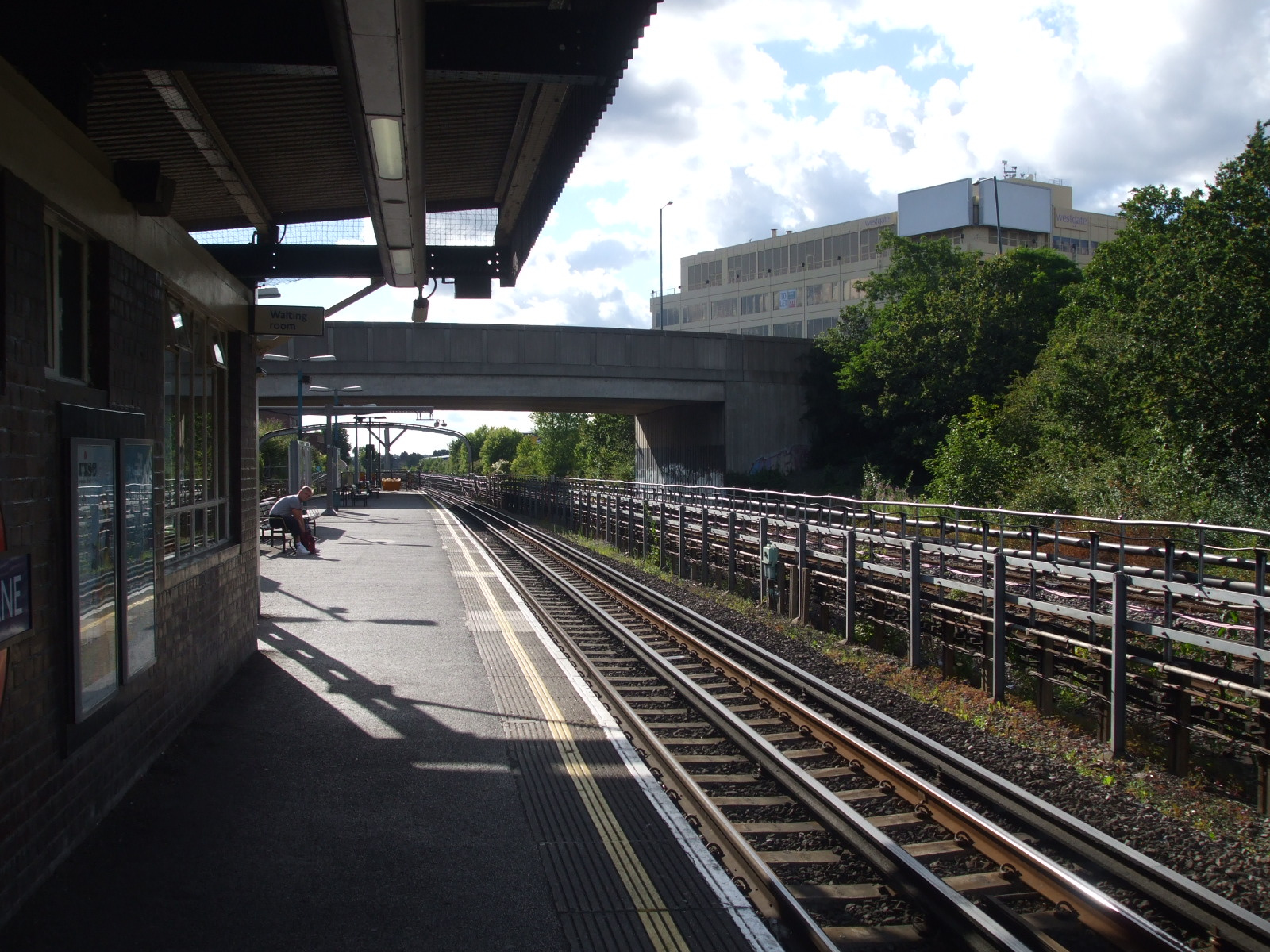
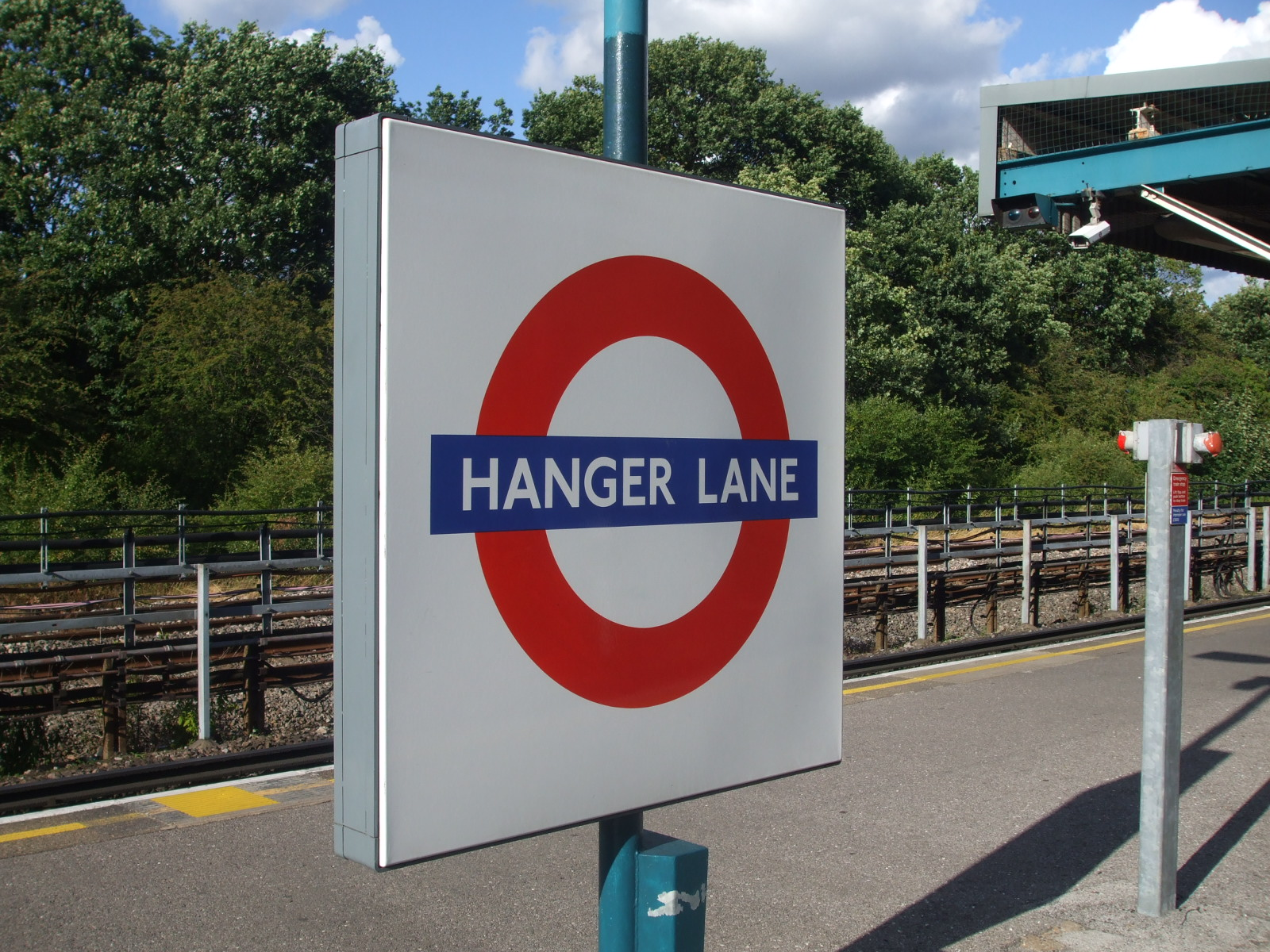

### Intermodalité
La station est à courte distance, 8 minutes de marche, de la station de Park Royal desservie par la Piccadilly line, mais il n'y a pas de correspondance directe entre les deux stations.
Elle est desservie par les lignes de bus : 95 (Sheperd's Bush - Southall), 112 (Brent Cross bus station - Ealing Broadway) , 226 (Ealing Broadway - Golders green station), 483 (Harrow bus station - Ealing Hospital), 487 (Willesden Junction station - South Harrow station), N83 (Ealing Hospital - Golders Green station) service de nuit.

## À proximité
- Hanger Hill (en)